# 아이즈타카다역
아이즈타카다역(일본어: 会津高田駅)은 일본 후쿠시마현 오누마군 아이즈미사토정에 위치한 동일본 여객철도 다다미선의 철도역이다. 단선 승강장 1면 1선의 구조를 갖춘 지상역이다.

## 이용 현황
| 승차 인원 추이 | 승차 인원 추이 |
| 연도           | 1일 평균       |
| -------------- | -------------- |
| 2000           | 288            |
| 2001           | 271            |
| 2002           | 279            |
| 2003           | 296            |
| 2004           | 312            |

## 역 주변
- 국도 제401호선
- 미야카와 강
- 이사스미 신사
- 아이즈미사토 정청

## 역사
- 1926년 10월 15일 : 일반역으로서 개업.
- 1971년 8월 29일 : 화물 취급 폐지.
- 1984년 2월 1일 : 하물 취급 폐지.
- 1987년 4월 1일 : 일본국유철도 분할 민영화에 의해, 동일본 여객철도가 승계.
- 1993년 12월 1일 : 교환 설비를 폐지해 무인화.
- 2007년 1월 : 현재 역사 준공.

## 인접 역
| 동일본 여객철도 다다미선       | 동일본 여객철도 다다미선 | 동일본 여객철도 다다미선 |
| ------------------------------ | ------------------------ | ------------------------ |
| 아이즈혼고 아이즈와카마쓰 방면 | ■ 다다미선               | 네기시 고이데 방면       |